# Entidad Pública del Transporte de la Región de Murcia
La Entidad Pública del Transporte de la Región de Murcia (EPT) fue una entidad pública empresarial adscrita a la consejería competente en materia de transportes. Tenía como finalidad la planificación, ordenación y gestión de los servicios de transporte público regular de viajeros, urbanos e interurbanos por carretera y los que se presten mediante tranvía, así como potenciar y estimular el uso del transporte colectivo.
La EPT era miembro de pleno derecho del Observatorio de la Movilidad Metropolitana (OMM), organismo creado a iniciativa del Grupo de Reflexión establecido por las Autoridades de Transporte Público de las áreas metropolitanas españolas con los Ministerios de Fomento y Medio Ambiente. Asimismo, también era miembro de  la European Metropolitan Transport Authorities (EMTA).
La EPT fue suprimida por el gobierno regional en octubre de 2012.

## Monética
La Entidad Pública del Transporte encabezaba la comisión formada por la EMTA para el desarrollo y fomento de la monética (sistema de pago) mediante Near Field Communication (NFC).

## Región de Murcia Transporte
La EPT contaba con una aplicación móvil denominada Región de Murcia Transporte, que ofrecía los siguientes servicios: 
- Consulta de horarios por parada.
- Búsqueda de paradas cercanas sobre el mapa o a través de realidad aumentada.
- Consulta de horarios por línea.
- Horarios en tiempo real de bus.
- Planificación de rutas.
- Consulta de avisos en tiempo real.
- Permite almacenar paradas, líneas y horarios favoritos para acceder más fácilmente.
- Ver todas las paradas de autobuses, taxi, tranvía, FEVE, Renfe-Adif.